# Caleb Orozco
Caleb Orozco (Ciudad de Belice, 5 de diciembre de 1973) es un activista LGBT en Belice. Fue el litigante principal en un caso que desafía con éxito las leyes contra la sodomía de Belice y el cofundador del único grupo de defensa LGBT en el país.

## Biografía
Orozco se volvió políticamente activo cuando tenía 31 años, después de asistir a un taller en la ciudad de Belice para hombres homosexuales y para personas que viven con el VIH. Orozco cofundó el Movimiento Unido de Defensa de Belice (UNIBAM) en 2006, y más tarde se convirtió en el presidente. UNIBAM es el único grupo de defensa LGBT del país y ha estado utilizando el sistema legal para desafiar las leyes contra la sodomía en Belice. UNIBAM es ejecutado fuera de la casa de Orzoco.
En 2009, Orozco asistió a una conferencia sobre el VIH en Jamaica, donde conoció a dos profesores de derecho del Proyecto de Defensa de los Derechos de la Universidad de las Indias Occidentales.Los dos profesores identificaron Belice como un caso ideal para desafiar las prohibiciones de las relaciones entre personas del mismo sexo.
En Belice, había una ley que especificaba una sentencia de 10 años de prisión por sodomía. En 2011, Orozco y UNIBAM presentaron un caso constitucional contra la ley e impugnaron la sección 53 del código penal en Belice. La Iglesia Católica en Belice se opuso a la presentación, que Orozco defendió, diciendo: "El caso es personal y se trata de recordar al sistema que mis derechos humanos no se trata de elegir cuáles apoyarás y cuáles ignorarás. Mis derechos humanos son totales. No debe ser ordenado por la iglesia porque la iglesia no gobierna este país. Punto."Poco después de la presentación, la iglesia presentó una moción exitosa antes del juicio para eliminar a UNIBAM diciendo que el grupo no tenía capacidad legal, dejando a Orozco como el único demandante en el caso. Los gays en Belice no tenían voz legal hasta que Orozco presentó el caso.
Después de presentar el desafío, Orozco dijo que había habido un aumento en el odio dirigido a las personas LGBT en Belice. En febrero de 2012, fue amenazado con insultos anti-gay y golpeado en la cara con una botella que requirió cirugía. También comenzó a recibir amenazas de muerte debido a su desafío a la ley contra la sodomía. Orozco también ha tenido su coche dañado por personas que lo amenazan.
Orozco continuó participando en conferencias. Formó parte de un foro llamado "Realizando el sueño de la inclusión LGBT en el Caribe", impartido en la Universidad de Ryerson durante la conferencia de Derechos Humanos del Orgullo Mundial 2014 en Toronto.
En mayo de 2013, se presentaron argumentos en la corte sobre el caso. El 10 de agosto de 2016, el presidente del Tribunal Supremo dictaminó que la Sección 53 del código penal era inconstitucional. Se dijo que la ley "viola la dignidad humana, la privacidad y (al obligarlo a mentir o arriesgarse a ser procesado) de Orozco la libertad de expresión".Orozco dijo: "Este es el primer día de mi vida en el que es legal para mí ser yo".UNIBAM y Orozco comenzaron conversaciones con Patrick Faber, el Viceprimer Ministro sobre la representación LGBT en la Comisión de Moralidad en Belice.
En diciembre de 2016, fue galardonado con el premio David Kato Vision and Voice.